# Manukau United FC
Der Manukau United Football Club ist ein neuseeländischer Fußballklub aus dem Stadtteil Māngere East in der Stadt Auckland.

## Geschichte
Der Klub wurde im Jahr 2018 als Partnerschaft der Klubs Manukau City AFC und Mangere United SC gegründet. Ab der Gründung spielte die erste Fußball-Mannschaft gleich in der höchsten Verbandsliga, der Northern League. Seit der Spielzeit 2021 auch innerhalb des Systems der wieder neu eingeführten National League. Bisher gelang es aber noch nicht sich für die Championship zu qualifizieren.